# Richard Malik
Richard Malik (Bytom, 10 dicembre 1909 – 20 gennaio 1945) è stato un calciatore tedesco, di ruolo attaccante.